# Morfogenetisch veld
Een morfogenetisch veld ("vormscheppend veld") is een begrip uit de ontwikkelingsbiologie en duidt een groep cellen aan die gezamenlijk, onder invloed van lokaal actieve discrete signaalstoffen, een anatomische structuur zoals ledematen of organen vormen. Hierbij kunnen individuele cellen flexibel worden ingezet. Hartcellen kunnen zo bijvoorbeeld worden aangezet tot het repareren van schade of het vervangen van andere, afgestorven cellen.
Het begrip "veld" is hierbij ietwat verwarrend, daar het hier niet om elektromagnetische velden maar om in tijd en ruimte begrensde, chemische boodschapperstoffen gaat.
De Engelse auteur, bioloog, biochemicus en filosoof dr. Rupert Sheldrake heeft een visie ontwikkeld die het begrip morfologische velden veel algemener maakt dan hiervoor beschreven. Deze door hem "morfische velden" genoemde velden functioneren zonder signaalstoffen of via signalen maar direct: momentaan. Hij geeft verklaringen met deze velden die niet beperkt worden tot één biologisch wezen. Alle zichzelf organiserende eenheden betrekt hij hierbij: ook het groepsgedrag zoals een school vissen of het gedrag van zwermen vogels in de lucht.

## Geschiedenis
Het begrip morfogenetisch veld werd voor het eerst gebruikt door Alexander Gurwitsch in 1910, naar aanleiding van embryologische studies. Het bestaan van deze velden werd experimenteel aangetoond door Ross Granville Harrison, die delen van salamanderembryo's transplanteerde. Dit had tot gevolg dat de embryo's ledematen op ongebruikelijke plaatsen ontwikkelden.
Harrison was in staat verschillende "velden" te onderscheiden die aanleiding gaven tot het vormen van de staart, poten en kieuwen van de embryo's. Hij toonde aan dat velden konden worden gefragmenteerd en dat er ongedifferentieerde cellen konden worden toegevoegd, zonder dat dat leidde tot afwijkingen.
In de jaren 30 nam de invloed van de veldhypothese af, onder invloed van de genetici. Het werk van Thomas Hunt Morgan in het bijzonder en de opkomst van de moderne synthese en evolutionaire biologie onthulde het belang van individuele genen op de ontwikkeling van anatomische structuren.
Morgan was een felle tegenstander van de veldhypothese, omdat velden en genen werden gezien als directe concurrenten voor de beste verklaring van ontogenese. Met de ontdekking van besturingsgenen zoals de homeobox scheen het genetische verklaringsmodel definitief als overwinnaar uit de bus te komen.
In de late 20e eeuw werden velden herontdekt als verklaringsmodel, aangezien werd aangetoond dat verschillende mutaties tot dezelfde misvormingen leidden. Dit suggereert dat deze mutaties invloed hebben op een complex van individuele cellen als een geheel, wat erg doet denken aan de morfogenetische velden uit het begin van de twintigste eeuw.